# Liste in Kroatien vorhandener Dampflokomotiven
Dies ist eine Liste erhaltener Dampflokomotiven auf dem Gebiet von Kroatien.
Diese Seite wird mit dem Projekt Lokstatistik von Josef Pospichal abgestimmt.

## Normalspurlokomotiven
| Foto                                                                   | Nummer oder Name        | Bauart / Achsfolge | Hersteller  | Fabrik- nr. | Baujahr | Historie | Eigentümer / Betreiber / Strecke | Standort                                                                          | Bemerkungen                                                                            |
| ---------------------------------------------------------------------- | ----------------------- | ------------------ | ----------- | ----------- | ------- | --- | -------------------------------- | --------------------------------------------------------------------------------- | -------------------------------------------------------------------------------------- |
| JŽ 11-015 (gleich MÁV 424) im Eisenbahnmuseum Zagreb                   | JŽ 11-015               | 2D-h2              | Bp          | 5574        | 1946    | |                                  | Eisenbahnmuseum Zagreb (HŽM)                                                      | Eine der drei Lokomotiven, die für den Blauen Zug von Josip Broz Tito reserviert waren |
|                                                                        | JŽ 11-059               | 2D-h2              | Bp          | 7418        | 1955    | |                                  | Zagreb                                                                            | [ 4 ]                                                                                  |
|                                                                        | JŽ 11-061               | 2D-h2              | Bp          | 7420        | 1955    | |                                  | Denkmallokomotive vor dem Bahnhof Knin                                            | [ 6 ]                                                                                  |
|                                                                        | JŽ 11-062               | 2D-h2              | Bp          | 7421        | 1955    | |                                  | Zagreb                                                                            | [ 7 ]                                                                                  |
|                                                                        | JŽ 20-184               | 1C-h2              | Rheinmetall | 527         | 1922    | SHS 6184 → JDŽ 20-184 |                                  | Denkmal Jasenovac                                                                 | [ 8 ]                                                                                  |
|                                                                        | JŽ 22-031               | 1C1-h2             | Bp          | 3535        | 1914    | MÁV 324,410 → SHS 324,410 |                                  | Sisak                                                                             | [ 9 ]                                                                                  |
|                                                                        | JŽ 22-047               | 1C1-h2             | Bp          | 3665        | 1915    | MÁV 324,491 → SHS 324,491 |                                  | Sisak                                                                             | [ 10 ]                                                                                 |
|                                                                        | JŽ 22-077               | 1C1-h2             | Bp          | 4030        | 1916    | MÁV 324,931 → SHS 324,931 |                                  | Botovo                                                                            | [ 11 ]                                                                                 |
|                                                                        | JŽ 22-101               | 1C1-h2             | Bp          | 2726        | 1911    | MÁV 324,175 → MÁV 324,1515 → ´45 → JDŽ                                                                                           |                                  | Denkmallokomotive Sisak                                                           | [ 12 ]                                                                                 |
|                                                                        | JŽ 33-042               | 1E-h2              | Hen         | 26928       | 1942    | DRB 52 010 |                                  | Zagreb R.                                                                         | [ 13 ]                                                                                 |
|                                                                        | JŽ 33-098               | 1E-h2              | KrMa        | 16562       | 1943    | DRB 52 3436 |                                  | Zagreb R.                                                                         | [ 14 ]                                                                                 |
|                                                                        | JŽ 33-161               | 1E-h2              | Flor        | 17032       | 1944    | DRB 52 7684 |                                  | Zagreb EM.                                                                        | [ 15 ]                                                                                 |
|                                                                        | JŽ 33-327               | 1E-h2              | Schk        | 12370       | 1943    | DRB 52 5944 → CFR → SZD T3-5944; ´66 → JŽ                                                                                        |                                  | Zagreb R.                                                                         | [ 16 ]                                                                                 |
|                                                                        | JŽ 50-036               | 1C1t-n2v           | Bp          | 2598        | 1910    | MÁV 7761; MÁV 376,158; SHS 376.158; → JDŽ 50-036; → ´41:MÁV → Umbau → MÁV 376,613; 1973 - 1998 in Miskolc aufg.; → ´98: Kroatien |                                  | Sisak                                                                             | [ 17 ]                                                                                 |
|                                                                        | JŽ 51-012               | 1C1t-h2            | Bp          | 4900        | 1926    | SHS 375.962 → JDŽ 51-012 |                                  | Pakrac                                                                            | [ 18 ]                                                                                 |
|                                                                        | JŽ 51-014               | 1C1t-h2            | Bp          | 4902        | 1926    | SHS 375.964 → JDŽ 51-014 |                                  | Osijek                                                                            | [ 19 ]                                                                                 |
|                                                                        | JŽ 51-016               | 1C1t-h2            | Bp          | 4904        | 1926    | SHS 375.966 → JDŽ 51-016 |                                  | Požega                                                                            | [ 20 ]                                                                                 |
| Nach der Sanierung                                                     | JŽ 51-032               | 1C1t-h2            | Bp          | 3709        | 1915    | MÁV 375,503 → SHS 375.503 |                                  | vor dem Bahnhof Rijeka                                                            | [ 21 ]                                                                                 |
|                                                                        | JŽ 51-053               | 1C1t-h2            | Ist         | 46          | 1917    | MÁV 375,883 → SHS 375.883 |                                  | Veliki Grđeva                                                                     | [ 22 ]                                                                                 |
| JŽ 51-060 in Bjelovar                                                  | JŽ 51-060               | 1C1t-h2            | Bp          | 4394        | 1918    | MÁV 375,912 → SHS 375.912 |                                  | vor dem Bahnhof in Bjelovar                                                       | [ 23 ]                                                                                 |
|                                                                        | JŽ 51-103               | 1C1t-h2            | Bp          | 2338        | 1909    | MÁV 7432 → MÁV 375,405 → SHS 375.405                                                                                             |                                  | Ivanec                                                                            | [ 24 ]                                                                                 |
|                                                                        | JŽ 51-133               | 1C1t-h2            | ĐĐ          | 34/42       | 1942    | HDŽ 51-133 |                                  | Vinkovci                                                                          | [ 25 ]                                                                                 |
|                                                                        | JŽ 51-136               | 1C1t-h2            | ĐĐ          | 37/42       | 1942    | HDŽ 51-136 |                                  | Virovitica                                                                        | [ 26 ]                                                                                 |
|                                                                        | JŽ 51-141               | 1C1t-h2            | ĐĐ          | 42/42       | 19421   | HDŽ 51-141 |                                  | Slavonski Brod                                                                    | [ 27 ]                                                                                 |
|                                                                        | JŽ 51-144               | 1C1t-h2            | ĐĐ          | 45/42       | 1942    | HDŽ 51-144 |                                  | Eisenbahnmuseum Zagreb (HŽM)                                                      | [ 28 ]                                                                                 |
|                                                                        | JŽ 51-145               | 1C1t-h2            | ĐĐ          | 46/42       | 1942    | HDŽ 51-145 |                                  | Varaždin                                                                          | [ 29 ]                                                                                 |
|                                                                        | JŽ 51-148               | 1C1t-n2v           | Bp          | 2646        | 1911    | MÁV 375,030; ´45 → JDŽ |                                  | Ogulin                                                                            | [ 30 ]                                                                                 |
| Davenport 2611/44, Lokomotive der jugoslawischen Baureihe 62 in Zagreb | JŽ 62-054               | Ct-n2              | Dav         | 2611        | 1944    | UNRRA 6022 |                                  | Eisenbahnmuseum Zagreb (HŽM)                                                      | [ 31 ]                                                                                 |
| JŽ 62-084, Gračac                                                      | JŽ 62-084               | Ct-n2              | Port        | 7510        | 1942    | UNRRA 1396 |                                  | Gračac, Denkmal                                                                   | [ 32 ]                                                                                 |
|                                                                        | 62-128                  | Ct-n2              | ĐĐ          | 618         | 1957    | |                                  | Zagreb EM.                                                                        | [ 33 ]                                                                                 |
|                                                                        | Termoelektrarna 146-686 |                    | Bab         | 46686       | 1961    | |                                  | Zagreb EM.                                                                        | jüngste erhaltene Dampflokomotive in Kroatien                                          |
| Siegl 4551/04                                                          | JŽ 116-037              | 1C1t-h2v           | WrN         | 4551        | 1904    | kkSB 229.03 → PKP Okl 12-3 → DRB 75 869 → BBÖ                                                                                    |                                  | Eisenbahnmuseum Zagreb (HŽM)                                                      | [ 34 ]                                                                                 |
| Mavag 653/94                                                           | JŽ 125-052              | C-n2               | Bp          | 653         | 1894    | MÁV 2613 → MÁV 326,363 → SHS 326.363                                                                                             |                                  | Zagreb Hauptbahnhof, Denkmallokomotive                                            | älteste erhaltene Lokomotive in Kroatien                                               |
|                                                                        | 377-443                 | Ct-n2              | Bp          | 1416        | 1899    | MÁV 5626 → MÁV 377,443 → a 1973; 1991 - 1998 in Nagykanizsa aufg.; → ´98: Kroatien                                               |                                  | TZD Gredelj                                                                       |                                                                                        |
| Ansicht von rechts vorne (Januar 2008)                                 | Seearsenal Pola 4       | Bt                 | WrN         | 5342        | 1916    | |                                  | Puntižela Autokamp in der Nähe der Pula, vormals im Einsatz bei der Werft Uljanik | [ 36 ]                                                                                 |
|                                                                        | Seearsenal Pola 5       | Bt                 | WrN         | 5343        | 1916    | |                                  | in der Schiffswerft Uljanik, Pula                                                 | [ 37 ]                                                                                 |
|                                                                        | FS 835.040              | Ct                 | Breda       | 959         | 1908    | |                                  | vor dem Bahnhof Pula                                                              | [ 38 ]                                                                                 |

## Schmalspurlokomotiven 600 mm
| Foto | Nummer oder Name | Bauart / Achsfolge | Hersteller | Fabrik- nr. | Baujahr | Historie | Eigentümer / Betreiber / Strecke | Standort             | Bemerkungen |
| ---- | ---------------- | ------------------ | ---------- | ----------- | ------- | -------- | -------------------------------- | -------------------- | ----------- |
|      | 207              | Ct                 | ĐĐ         | 207         | 1949    | Ilovac   |                                  | Zagreb Techn. Museum | [ 39 ]      |

## Schmalspurlokomotiven 760 mm
| Foto | Nummer oder Name | Bauart / Achsfolge | Hersteller | Fabrik- nr. | Baujahr | Historie                                    | Eigentümer / Betreiber / Strecke | Standort               | Bemerkungen                                                            |
| ---- | ---------------- | ------------------ | ---------- | ----------- | ------- | ------------------------------------------- | -------------------------------- | ---------------------- | ---------------------------------------------------------------------- |
|      | JŽ 83-106        | D1                 | KrLi       | 7143        | 1916    | BHLB 1138 → SHS 1138 → JDŽ 83-106           |                                  | Ploće                  | [ 40 ]                                                                 |
|      | JŽ 83-176        | D1                 | ĐĐ         | 132         | 1949    |                                             |                                  | Slavonski Brod         | [ 41 ]                                                                 |
|      | JŽ 83-181        | D1                 | ĐĐ         | 137         | 1949    |                                             |                                  | Dicmo                  | wurde von der Kohlenbahn Banovići verkauft. Denkmallokomotive in Dicmo |
|      | 12               | Ct                 | ĐĐ         |             |         |                                             |                                  | Zuckerfabrik Osijek    | [ 44 ]                                                                 |
|      |                  | Ct                 | ĐĐ         | 343         | 1952    | Tv. Šečera Branjin Vrh                      |                                  | Beli Manastir          | [ 45 ]                                                                 |
|      | ODRA             | Ct                 | ĐĐ         | 344         | 1952    | Željezara Sisak                             |                                  | Sisak                  | [ 46 ]                                                                 |
|      | PAPUK            | Dt                 | O&K        | 12080       | 1930    | Pakrac – Zvečevo; Dubrava – Slanovec        |                                  | Pionirski Grad, Zagreb | [ 47 ]                                                                 |
|      | 7                | Ct                 | O&K        | 12112       | 1930    | Zagreb-Samobor 7                            |                                  | Zagreb Techn. Museum   |                                                                        |
|      |                  | C t                | Jung       | 10129       | 1945    | O.K.H. Berlin → Waldbahn Borja bei Teslić 3 |                                  | Samobor                | [ 49 ]                                                                 |
|      |                  | Dt                 | Jung       | 11931       | 1953    | Servis za Industrija, Beograd               |                                  | Đurđenovac             |                                                                        |
|      |                  | C n2t              | Bp         | 3961        | 1916    | Dom. Dion. Frh. G. Rauch, Zdencina → Našice |                                  | Sisak                  | [ 50 ]                                                                 |

## Schmalspurlokomotiven 1000 mm
| Foto | Nummer oder Name | Bauart / Achsfolge | Hersteller | Fabrik- nr. | Baujahr | Historie                                    | Eigentümer / Betreiber / Strecke                         | Standort             | Bemerkungen                                              |
| ---- | ---------------- | ------------------ | ---------- | ----------- | ------- | ------------------------------------------- | -------------------------------------------------------- | -------------------- | -------------------------------------------------------- |
|      | SPŽ 30-33        | Ct                 | KrMü       | 2380        | 1890    | SPŽ GABOR 33 → JDŽ                          | Slavonsko-podravska željeznica (Slavonische Drautalbahn) | Zagreb Techn. Museum | [ 51 ]                                                   |
|      | SPŽ 50-58        | Dt                 | KrMü       | 6699        | 1913    | SPŽ 58; JDŽ                                 | Slavonsko-podravska željeznica (Slavonische Drautalbahn) | Belišče              | [ 52 ]                                                   |
|      | 80-81            | Ft                 | KrMü       | 15722       | 1939    | Industriebahn Slav. Orahovica → SPŽ 81; JDŽ |                                                          | Orahovica            | einzige sechsfach gekuppelte Dampflokomotive in Kroatien |